# طرح هاورث

طرح هاورث از ساختارهای D-α-گلوکوپیرانوز و L-α-گلوکوپیرانوز.

طرح هاورث یا تجسم هاورث(به انگلیسی: Haworth projection) یک روش متداول برای نوشتن فرمول ساختاری در نمایش ساختار حلقوی مونوساکاریدها به وسیله یک چشم‌انداز سه بعدی ساده است. شیمی آلی و به ویژه بیوشیمی از شاخه‌های مهم شیمی هستند که بیشترین استفاده را از طرح هاورث دارند.
طرح هاورث به افتخار شیمیدان بریتانیایی سر نورمن هاورث نامگذاری شد.
یک طرح هاورث دارای ویژگی‌های زیر است:
- اتم کربن به صورت شکستی‌های روی خطوط و حلقه نشان داده می‌شود. در مثال‌های نشان داده شده، اتم‌هایی که از ۱ تا ۶ شماره گذاری شده‌اند، همه اتم‌های کربن هستند. کربن ۱ به عنوان کربن آنومری شناخته می‌شود.
- اتم‌های هیدروژن روی کربن قرار دارند و نشان داده نمی‌شوند. در مثال‌ها، اتم‌های ۱ تا ۶ دارای اتم‌های هیدروژن اضافی هستند که به تصویر کشیده نشده‌اند.
- خط ضخیم‌تر نشان دهنده اتم‌هایی است که به ناظر نزدیکتر هستند. در مثال‌ها، اتم‌های ۲ و ۳ (و گروه‌های OH مربوط به آنها) نزدیک‌ترین اتم‌ها به ناظر هستند. اتم‌های ۱ و ۴ از ناظر دورتر هستند. اتم ۵ و اتم‌های دیگر دورترین هستند.
- گروه‌های زیر صفحه حلقه در طرح‌های هاورث با گروه‌های سمت راست طرح فیشر مطابقت دارند. این قانون در مورد گروه‌های روی دو کربن حلقه که به اتم اکسیژنِ درون حلقه پیوند دارند، اعمال نمی‌شود.

## همچنین ببینید
- فرمول ساختاری
- فرمول اسکلتی
- طرح فیشر
- طرح ناتا
- طرح نیومن